# Zeeland (Mesopotamië)

De streek van het Zeeland

Het Zeeland (Akkadisch māt tāmti(m), Sumerisch kur.a.ab.ba) was de moerassige streek in het uiterste zuiden van Mesopotamië tegen de kust van de Perzische Golf, die soms een eigen staat vormde.
Hoewel er veel discussie geweest is over de precieze ligging van de kustlijn in de oudheid zijn oudere denkbeelden dat de streek in historische tijden goeddeels onder water lag verlaten. Zeker vanaf 2000 v.Chr. was er land met bewoning hoewel de landkaart best wel veranderingen kan hebben ondergaan. Het is een gebied met aanslibbing, rivieren, moerassen en meren zoals Nederland dat ook is, maar gelegen in een gebied met een droge vorm van Middellandse Zeeklimaat. Draslanden wisselen daarom af met droge steppes. De regen valt in de winter en is niet genoeg om zonder bevloeiing aan landbouw te doen.
Het gebied was vrij moeilijk toegankelijk en controleerde de handelswegen van Mesopotamië naar de Perzische Golf en de landen overzee, zoals Dilmun, Magan en Meluhha.
Het Zeeland is geruime tijd een onafhankelijk koninkrijk geweest. De koningslijsten geven de Zeeland-dynastie zelfs 368 jaar, verdeeld over 11 koningen waar we verder weinig van weten. Er zijn onafhankelijk daarvan op tabletten nog de namen van twee andere koningen aangetroffen. De dynastie werd bala ŠEŠ. ḪA of bala ŠEŠ.kù.ki genoemd en de stichter ervan, Ili-ma-AN was een tijdgenoot van Samsu-Iluna (1749-1712) en Abi-Eshu (1711-1684). De hoofdstad heette waarschijnlijk Uruku of E'uruku. Er is gesuggereerd dat dit al-Hiba was. In de chaos die volgde op de plundering van Babylon door de Hettieten heeft een van deze koningen waarschijnlijke korte tijd over Babylon geregeerd, maar daarna ging de macht over in handen van de Kassieten. Dezen probeerden het Zeeland aan zich te onderwerpen. Het wordt aan Ullamburiaš toegeschreven dat hij daarin slaagde en van Agum III zijn bewijzen in Dilmun (Bahrein) aangetroffen, zodat hij waarschijnlijk ook Zeeland beheerste.
In de tijd van Nazi-maruttaš (1307-1282) van Karduniaš was de streek in ieder geval stevig in handen van de Kassieten. Er is een tablet gevonden van zijn 16e jaar op de troon in Tell Kirbasi aan de zuidkant van Hor Al-Hammar, zo'n 30 km ten westen van Basra. In deze tijd was de streek vooral belangrijk door zijn veeteelt.
In 1026 herkreeg het gebied zijn onafhankelijkheid gedurende 21 jaar met Simbar-shipak en twee kortstondige opvolgers, die wel de tweede dynastie van het Zeeland genoemd worden. Ook later in de geschiedenis zou bij tijd en wijle de streek weer in opstand verkeren. In de Neo-Assyrische tijd was de streek bewoond door een belangrijke Chaldese stam de Bit-Jakin. De Assyrische koningen moesten er regelmatig tegen ten strijde trekken. In de Neo-Babylonische tijd was het een provincie ten minste tot aan het eind van Nebukadnezar II. Cambyses maakte het weer tot een provincie.